# Megalopsius oshanini
Megalopsius oshanini är en insektsart som beskrevs av Alexander Fyodorovich Emeljanov 1961. Megalopsius oshanini ingår i släktet Megalopsius och familjen dvärgstritar. Inga underarter finns listade i Catalogue of Life.